# Leucinodes leucophanalis
Leucinodes leucophanalis là một loài bướm đêm trong họ Crambidae.